# Rugby Club West-Friesland
Rugby Club West-Friesland (R.C.W.F.) is een Nederlandse rugbyclub uit het Noord-Hollandse Hoorn. De club werd opgericht op 2 mei 1972. Rugby Club West-Friesland speelt zijn thuiswedstrijden op sportpark de Blauwe Berg.

## Geschiedenis
Het ontstaan van de Rugbyclub is toe te schrijven aan het initiatief van een Hoornse gymnastiekonderwijzer Sikkens.
De heer Sikkens plaatste in 1972 een kleine advertentie in het "Dagblad voor west-Friesland waarop Henk de Boer als eerst reageerde.
Een paar dagen later reageerde onder andere Luc Trigallez, Rob de Krom, Paul Orth en Jan Ooievaar; met deze vijf mensen kwam er een oprichtingsvergadering op 9 mei 1972.
Op diezelfde avond trok de heer Sikkens zich terug zeggende dat zijn doel bereikt was.
Na enige weken van ingespannen praten en "ronselen" van een ieder van wie zij dachten dat hij geschikt voor rugby zou zijn, begon de training.
Het eerste veld dat in gebruik werd genomen was het "Zwarte Pad", waar slechts een kleedkamer van 3 meter bij 5 meter, een zinken bak en drie koudwaterkranen aanwezig waren. De eerste competitiewedstrijd tegen de Adelborsten uit Den Helder werd afgebeld, maar hiervoor in de plaats kwam een Engels team van de marine wat hun vuurdoop was en die ze met 0 - 36 verloren. Toch behaalden zijn door hun inzet en doorzettingsvermogen in dat eerste jaar een promotie.
Ondanks komen en gaan van verschillende rugbyers, bleef de kern doorgaan.
Het tweede jaar kwam er promotie door het verschuiven van de competitie-indeling. Het derde jaar was een van de topjaren met een promotiewedstrijd tegen Ascrum uit Amsterdam, waarbij niet minder dan 800 toeschouwers R.C.W.F. zagen winnen.
De levensvatbaarheid van de club was inmiddels bewezen en nu kon er iets bij de gemeente bereikt worden; R.C.W.F. kreeg in het hokje van 3 x 5 twee douches.